# Armée schleswigoise-holsteinoise

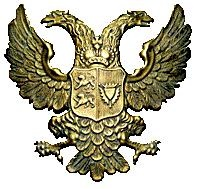
Armoiries de l'armée schleswigoise-holsteinoise

L'armée schleswigoise-holsteinoise est formée au moment du soulèvement du Schleswig-Holstein contre le Danemark. Sa fondation marque le réveil démocratique et national-libéral des duchés de Schleswig et Holstein. Avec la Prusse et de la Confédération germanique, les schleswigois-holsteinois perdent la guerre de Trois Ans (1848-1851), comme on l'appelle au Danemark.

## Histoire

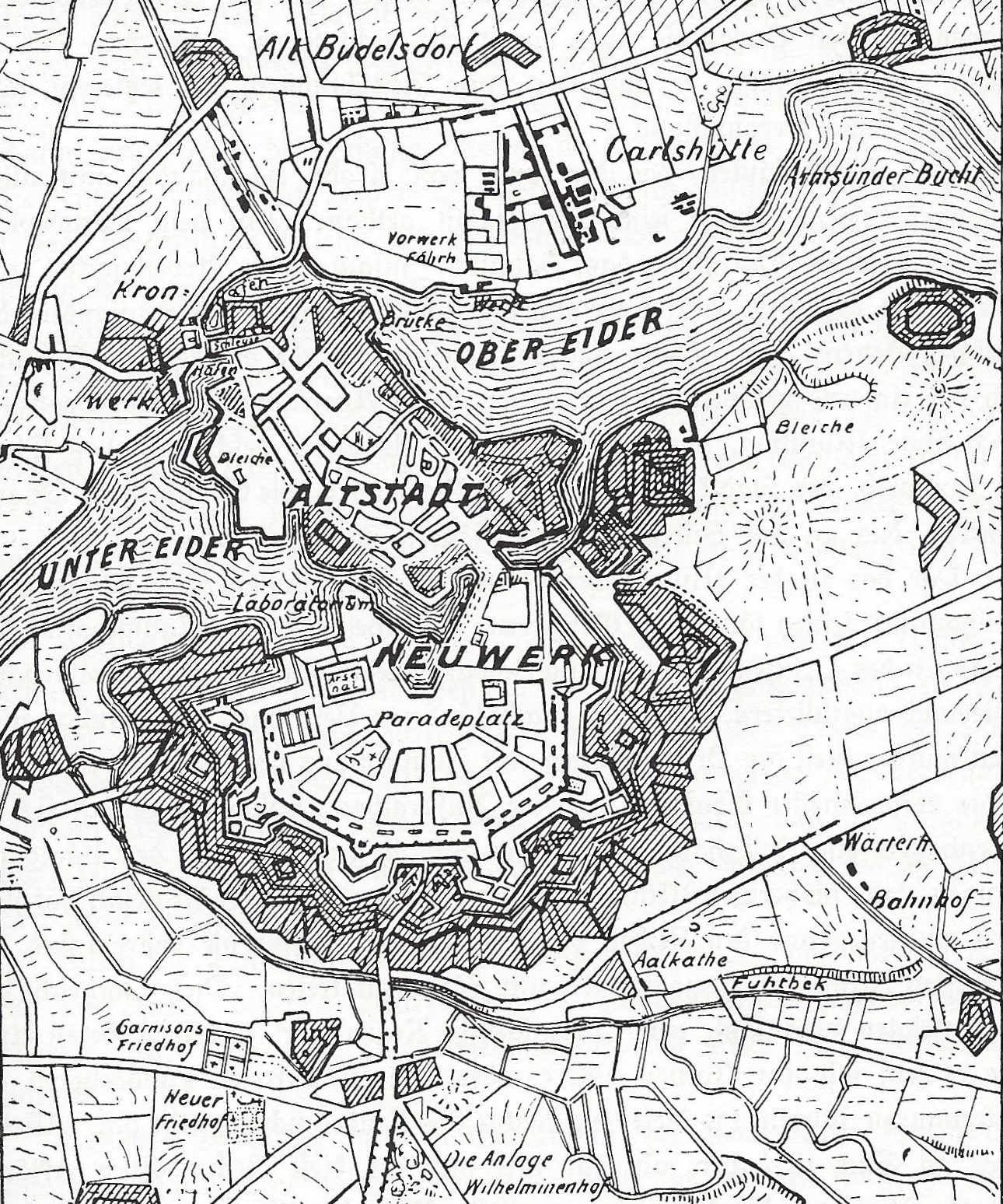
Forteresse de Rendsburg (1848)

Après la mort de Christian VIII en janvier 1848, son successeur Frédéric VII proclame le projet d'une constitution générale pour le Danemark et les duchés. Lorsque Metternich est renversé lors de la révolution de 1848/49 dans l'Empire autrichien et que des troubles éclatent également à Berlin, la révolution de mars éclate le 21 mars 1848 à Copenhague, à la suite de quoi le premier gouvernement bourgeois (ministère de mars (de)) est formé le 22 mars 1848. Le mouvement schleswigois-holsteinois, à dominante allemande, craint l'incorporation complète du duché de Schleswig dans le royaume du Danemark et forme le 24 mars 1848 à Kiel le gouvernement provisoire du Schleswig-Holstein (de). Les deux gouvernements sont caractérisés par un dualisme des forces (nationales) libérales et conservatrices. Alors que la partie allemande exige la fusion des duchés et l'adhésion à la Confédération germanique (ou à un État-nation allemand à créer), les libéraux nationaux danois (de) exigent la fusion du Schleswig avec le Danemark (en abandonnant le Holstein). Du côté danois, il y a aussi des partisans conservateurs de l'État danois dans son ensemble. Jusque-là, le Holstein est un État membre de la Confédération germanique et le Schleswig est un fief danois dans une union personnelle (unique) avec le roi du Danemark.
Le même jour que le gouvernement provisoire pro-allemand est proclamé à Kiel, des troupes armées, y compris la milice volontaire, des étudiants et des gymnastes, prennent par surprise la forteresse danoise de Rendsburg (de). Le Corps Holsatia joue un rôle de premier plan à cet égard. Frédéric de Schleswig-Holstein-Sonderbourg-Augustenbourg, le prince de Noer, est le seul expert militaire qui est prêt à prendre le commandement suprême des troupes nouvellement formées. Il doit créer une armée populaire avec des officiers professionnels non résidents, qui pourraient rester opérationnels même en cas de défaite, à partir d'unités de l'armée qui ont fait défection de l'armée danoise et de conscrits, de volontaires et de révolutionnaires. Le manque d'officiers est un problème jusqu'à la fin du soulèvement.

### Armée populaire

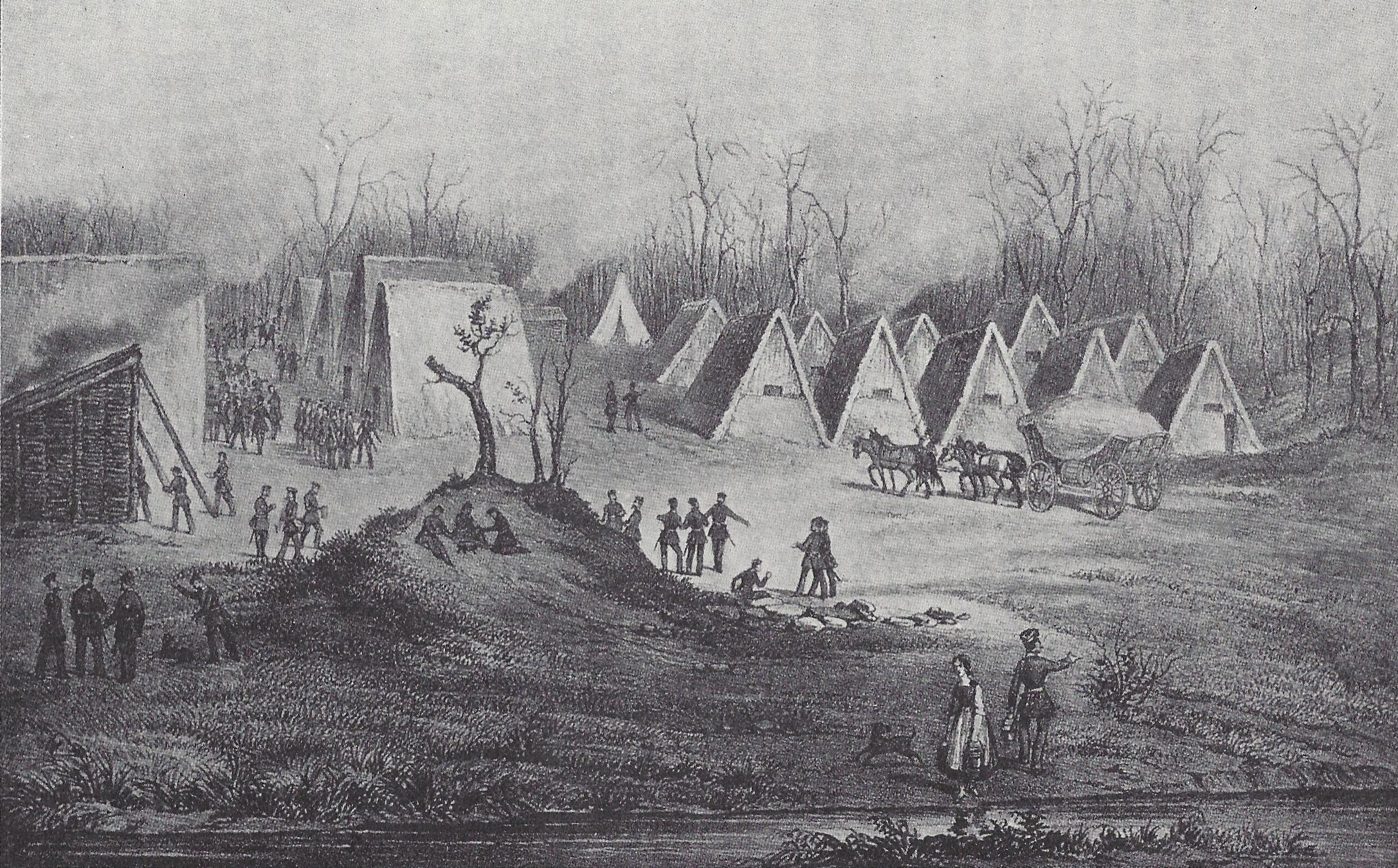
Camp de tentes des schleswigois-holsteinois (1848)

Le nombre de troupes danoises ayant fait défection au début de la guerre est d'environ 2 500 hommes. C'est essentiellement des 14e à 17e bataillons de ligne, des 4e et 5e corps de chasseurs, des 1er et 2e régiments de dragons ainsi que du 2e régiment d'artillerie et de quelques troupes techniques (sapeurs et pontonniers). Au bout de trois semaines, il y a 8 900 hommes.
Afin de renforcer les forces armées avec des volontaires, le gouvernement provisoire appelle le 27 mars 1848 à la formation de corps francs. Les chefs des quatre corps francs sont von Krogh, le comte Kuno zu Rantzau-Breitenburg, von Wasmer et le major von der Tann. Une épine dans le pied de l'armée régulière et des officiers prussiens, les corps francs sont dissous dès juillet 1848 après une réorganisation "prussienne" ; il y a cependant à nouveau un corps de tirailleurs volontaires lors de la campagne de 1849.
La conscription générale est introduite avec la loi fondamentale de septembre 1848. Les seules exceptions sont les étudiants et les membres du clergé. Selon le modèle prussien, il y a la possibilité pour les recrues formées qui veulent devenir candidats officiers d'être embauchées comme volontaire d'un an.
À la fin du soulèvement, l'armée schleswigoise-holsteinoise compte un effectif total de 860 officiers et 43 288 hommes. Elle comprend 15 bataillons d'infanterie, 5 corps de chasseurs, 2 régiments de dragons, une brigade d'artillerie, des pionniers et d'autres unités de troupes.
La marine schleswigoise-holsteinoise (de) est également réorganisée; elle ne peut toutefois pas rivaliser avec la marine danoise. La canonnière n ° 1 Von der Tann est l'un des premiers navires au monde à être propulsé par une hélice à vapeur. Le Kieler Brandtaucher de Wilhelm Bauer (de) est le premier sous-marin allemand.

### Développement et fin

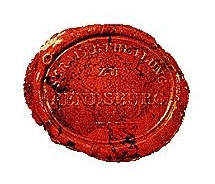
Cachet de troupe Rendsburg (1848)

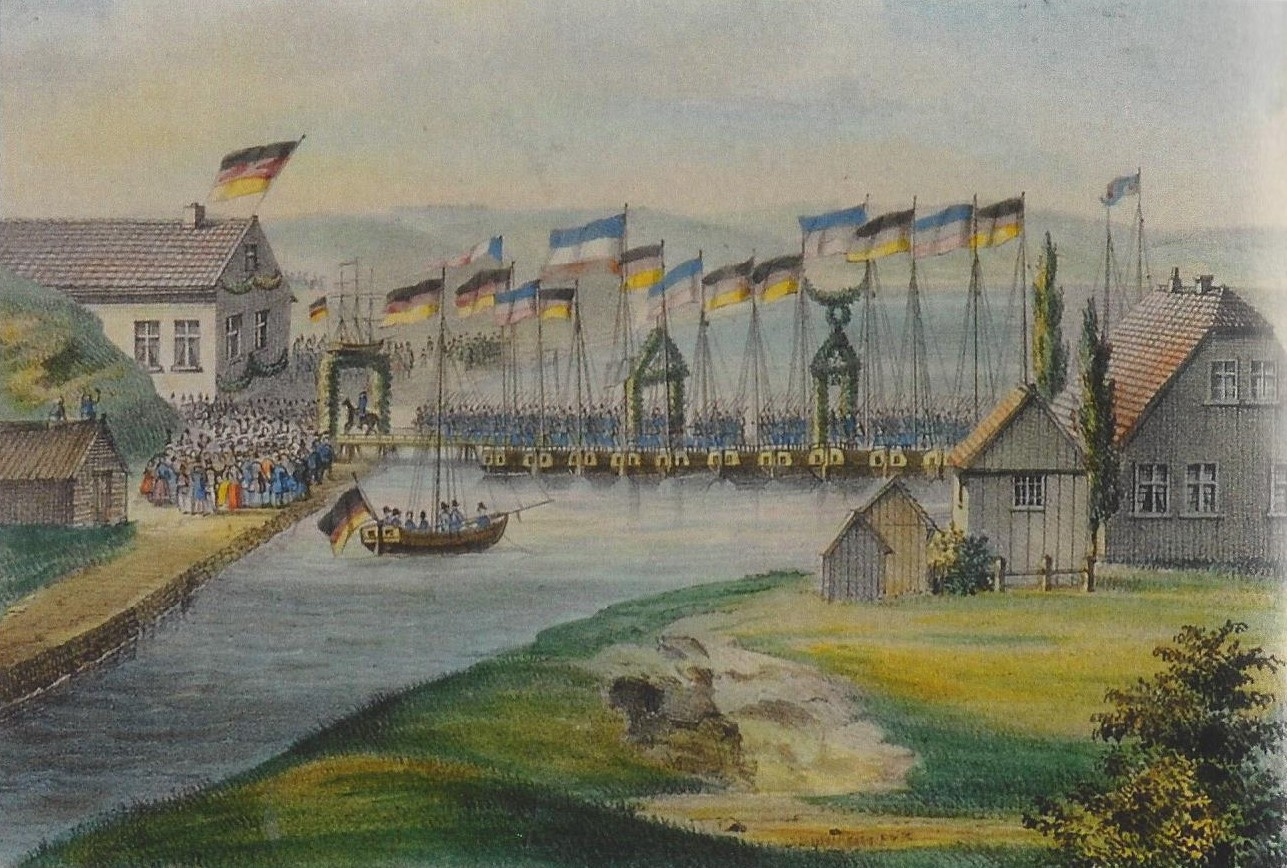
Retraite des troupes du Schleswig-Holstein (1849)

Le lendemain de sa formation, le 25 mars 1848, le siège du gouvernement provisoire est transféré de Kiel à Rendsburg. Six jours plus tard, il propose aux Danois du Nord-Schleswig de voter sur leur appartenance à l'État. Le 9 avril 1848, l'armée schleswigoise-holsteinoise est battue à Bau (de). La défaite est suivie de la bataille de Pâques à Schleswig le 23 avril 1848, qui se termine par la retraite des Danois. Après que les troupes fédérales saxonnes et bavaroises ont pris la redoute de Düppel, l'armée schleswigoise-holsteinoise franchit la frontière du Jutland le 20 avril 1849 et prend Kolding. La forteresse de Fredericia est occupée sans combat le 3 mai 1848. Par la suite, de nombreux combats ont lieu sur le Sundewitt (de) et autour de Düppel.
L'armistice de Malmö, limité à sept mois, est utilisé pour renforcer globalement l'armée et la marine. Le lendemain de sa fin, le 28 mars 1849, la constitution de Francfort est adoptée à Francfort-sur-le-Main. Une semaine plus tard, la bataille d'Eckernförde (de) est victorieuse.
Le 6 juillet 1849, les Danois réussissent à sortir de la forteresse de Fredericia ; l'armée schleswigoise-holsteinoise est repoussée. Alors que les troupes fédérales allemandes commencent à quitter le Schleswig-Holstein, l'armée schleswigoise-holsteinoise s'arrête sur la ligne de l'Eider. Début septembre 1849, elle s'installe dans ses lieux de cantonnement dans le duché de Holstein.
Le 8 avril 1850, le lieutenant général prussien Karl Wilhelm von Willisen devient le commandant en chef de l'armée schleswigoise-holsteinoise. Après que la Prusse a abandonné le duché de Schleswig et le duché de Holstein dans le traité de Berlin (1850) (de), l'armée mobilisée le 1er juillet 1850 franchit la frontière de l'Eider avec le Schleswig le 13 juillet 1850. Effondrée après la bataille perdue près d'Idstedt, elle doit faire face à d'autres malheurs : L'explosion de son laboratoire à Rendsburg a fait 122 morts. Les Danois s'emparent de Friedrichstadt et Tönning. La bataille de Missunde est infructueuse, le siège, le bombardement et l'assaut de Friedrichstadt sont vains. Lors du naufrage de la canonnière no 8 "Nübbel" dans l'Elbe, 42 hommes se noient, la tombe commune se trouve dans le cimetière de Kronprinzenkoog. Le sous-marin Brandtaucher coule dans le port de Kiel. Et enfin, la Prusse renonce à ses projets d'unification des États allemands lors du traité d'Olmütz.
Ainsi, le 7 décembre 1850, le lieutenant-général von Willisen présente sa démission en tant que commandant en chef de l'armée schleswigoise-holsteinoise. Son successeur est le général de division Ulrich von der Horst (de). Après la bataille infructueuse de Rendsburg, l'armée schleswigoise-holsteinoise est dissoute le 31 mars 1851 et le contingent fédéral du duché de Holstein est intégré à l'armée danoise. En ce qui concerne le matériel de guerre, les Danois reçoivent à la fin du soulèvement, entre autres, 527 pièces d'artillerie de forteresse, 118 canons de campagne, 54 810 fusils, carabines et pistolets, 42 660 sabres et tous les chariots et navires de guerre, dont certains sont utilisés dans la guerre des Duchés de 1864.

### Uniforme
Après avoir porté au début des uniformes danois teints, un uniforme de type prussien est introduit. La majorité des troupes porte cependant l'ancien uniforme danois jusqu'en septembre 1848, tous les soldats devant porter un bandeau blanc au bras gauche pour se distinguer de l'adversaire danois. L'infanterie de ligne porte - pour éviter la couleur rouge typique de l'uniforme danois - les vestes de travail bleu clair plus courtes. À partir de l'automne 1848, les jupes de l'infanterie de ligne, de l'artillerie, du génie, de la troupe de train, de l'intendance, des médecins militaires, des auditeurs et de l'état-major sont bleu foncé, les chasseurs portent des jupes vert foncé, les dragons des jupes bleu clair. Le pantalon est bleu clair avec passepoil rouge, sauf pour les chasseurs, qui portent un pantalon gris foncé avec le même passepoil. Les casques en cuir (casques à pointe) et les casquettes sans visière sont courants comme couvre-chef. Les dragons portent un casque d'acier appelé casque de cuirassier pointu, et les chasseurs portent un shako de feutre avec une queue de cheval. Les insignes de grade (épaulettes pour les officiers, galons de col et de manche pour les sous-officiers) sont basés sur le modèle prussien. La décoration de tous les couvre-chefs est l'aigle à deux têtes de la Confédération germanique avec les armoiries du Schleswig-Holstein (de) sur la poitrine.
Les cocardes portées à partir du 7 septembre 1848 sont le bleu-blanc-rouge pour le Schleswig-Holstein à gauche et le noir-rouge-or (de) (décidé seulement le 8 mars 1848) pour la Confédération germanique à droite. Tous les officiers portent comme insigne de campagne des écharpes argentées dans lesquelles sont tissées les couleurs du Schleswig-Holstein. Seuls les drapeaux du Schleswig-Holstein et de la Confédération sont portés par les troupes. L'armée du Schleswig-Holstein est considérée comme exemplaire à certains égards, par exemple dans le domaine du service sanitaire et de la troupe logistique.

### Armement

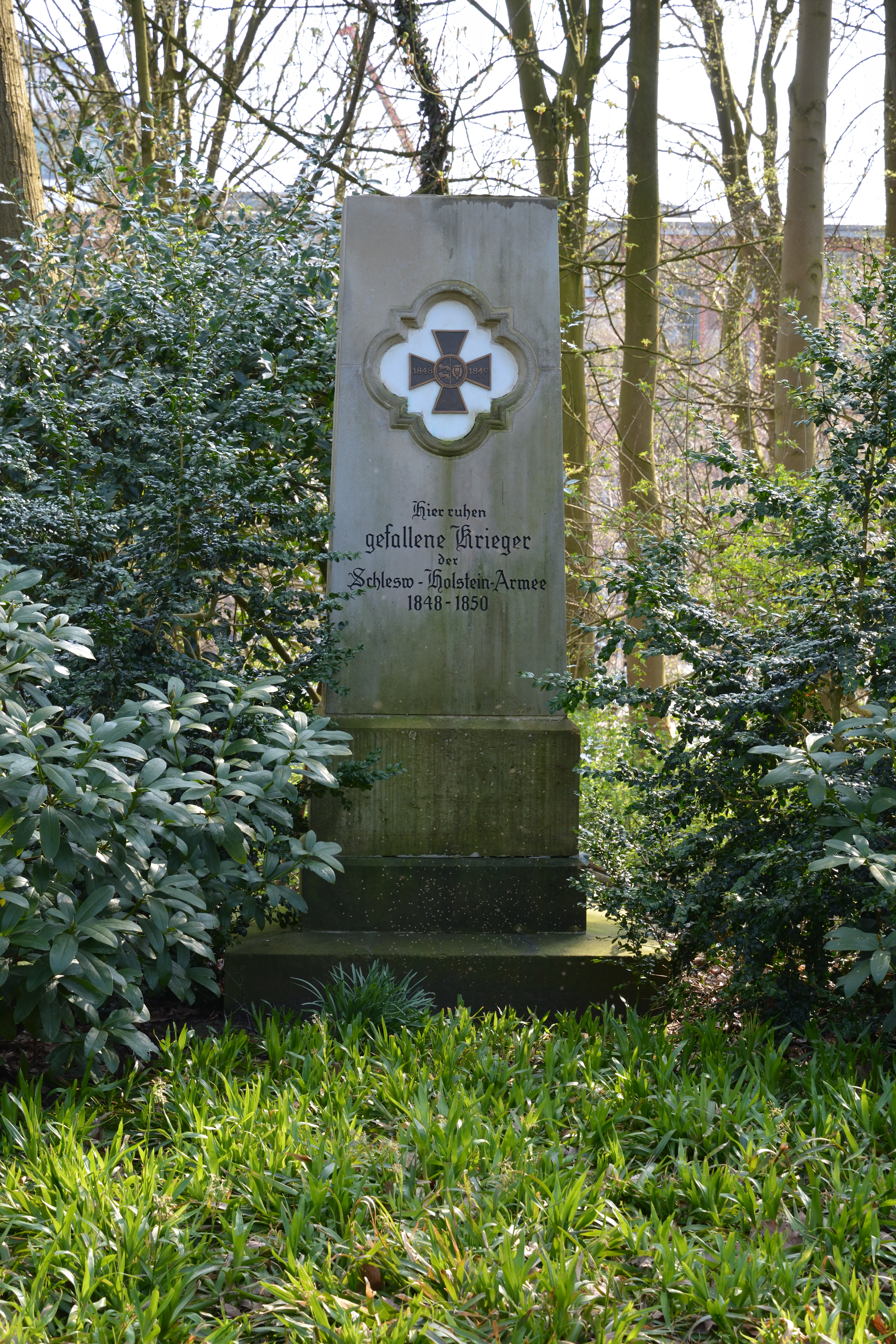
Mémorial au cimetière du Nord de Kiel

La guerre de 1848-1851 se déroule dans un contexte d'innovations générales en matière de technologie des armes. L'artillerie et les armes à feu portatives se développent : Dès 1840, on commence à généraliser les mécanismes de mise à feu par percussion au lieu des culasses en silex et à expérimenter les canons rayés, les nouveaux projectiles (projectiles Minié) et le système dit de Thouvenen. Dans ce dernier, une broche placée à l'extrémité du canon assure l'écrasement du projectile dans les rayures du canon. L'armée schleswigoise-holsteinoise utilise des fusils d'infanterie, des fusils de chasse et des carabines provenant d'anciens stocks danois (mousquets de 1822 et 1828) et prussiens (modèles 1809 U/M et 1839) et achète des fusils dits "à mandrin" (fusils de Thouvenin) à Liège et Suhl. La majorité des armes blanches proviennent d'anciens stocks danois ou des fabriques d'armes de Solingen. En matière d'artillerie, l'armée schleswigoise-holsteinoise ne dispose au départ que du matériel trouvé dans la forteresse de Rendsburg. Ici, les canons à balles et à bombes de 6, 12 et 24 livres, modèle 1834, provenant de l'armée danoise, constituent la base de l'armement pendant toute la durée de la guerre. Au tournant de l'année 1850/51, l'artillerie expérimente également la mise en place d'une batterie de roquettes de type Congreve.
Bien qu'il y ait à Rendsburg un arsenal, un laboratoire d'arsenal et, avec la Carlshütte (de), une fonderie de fer moderne, les habitants du Schleswig-Holstein ne fabriquent pas eux-mêmes d'armes pendant la guerre, à l'exception de quelques mortiers à main et de canonnières (sloops de guerre équipés de courroies et de voiles). Toutes les armes doivent donc être importées.

### Exposition en 2012
En 2012, la Bibliothèque d'État de Schleswig-Holstein (de), en collaboration avec Jens Ahlers (de) et Jan Schlürmann, organise une double exposition à Kiel et Rendsburg sur l'histoire du soulèvement, de la guerre et de l'armée schleswigoise-holsteinoise.